# Гропьер
Гропье́р (фр. и окс. Grospierres) — коммуна во Франции, находится в регионе Рона — Альпы. Департамент коммуны — Ардеш. Входит в состав кантона Жуайёз. Округ коммуны — Ларжантьер.
Код INSEE коммуны — 07101.
В состав коммуны входят шесть деревень: Кон, Ле-Руре, Ле-Лоран, Ла-Рош, Ла-Турас и Ле-Везья.

## Население
Население коммуны на 2008 год составляло 846 человек.
| 1962 | 1968 | 1975 | 1982 | 1990 | 1999 | 2008 |
| ---- | ---- | ---- | ---- | ---- | ---- | ---- |
| 472  | 460  | 426  | 551  | 507  | 624  | 846  |

## Экономика
В 2007 году среди 487 человек в трудоспособном возрасте (15—64 лет) 326 были экономически активными, 161 — неактивными (показатель активности — 66,9 %, в 1999 году было 64,3 %). Из 326 активных работали 272 человека (158 мужчин и 114 женщин), безработных было 54 (21 человек и 33 женщины). Среди 161 неактивных 41 человек были учениками или студентами, 68 — пенсионерами, 52 были неактивными по другим причинам.

## Достопримечательности
- Романская часовня Нотр-Дам-де-Сонж
- Замок Шастела (XIV век)
- Замок де ла Сельв
- Воклюзный источник Фон-Вив

## Фотогалерея

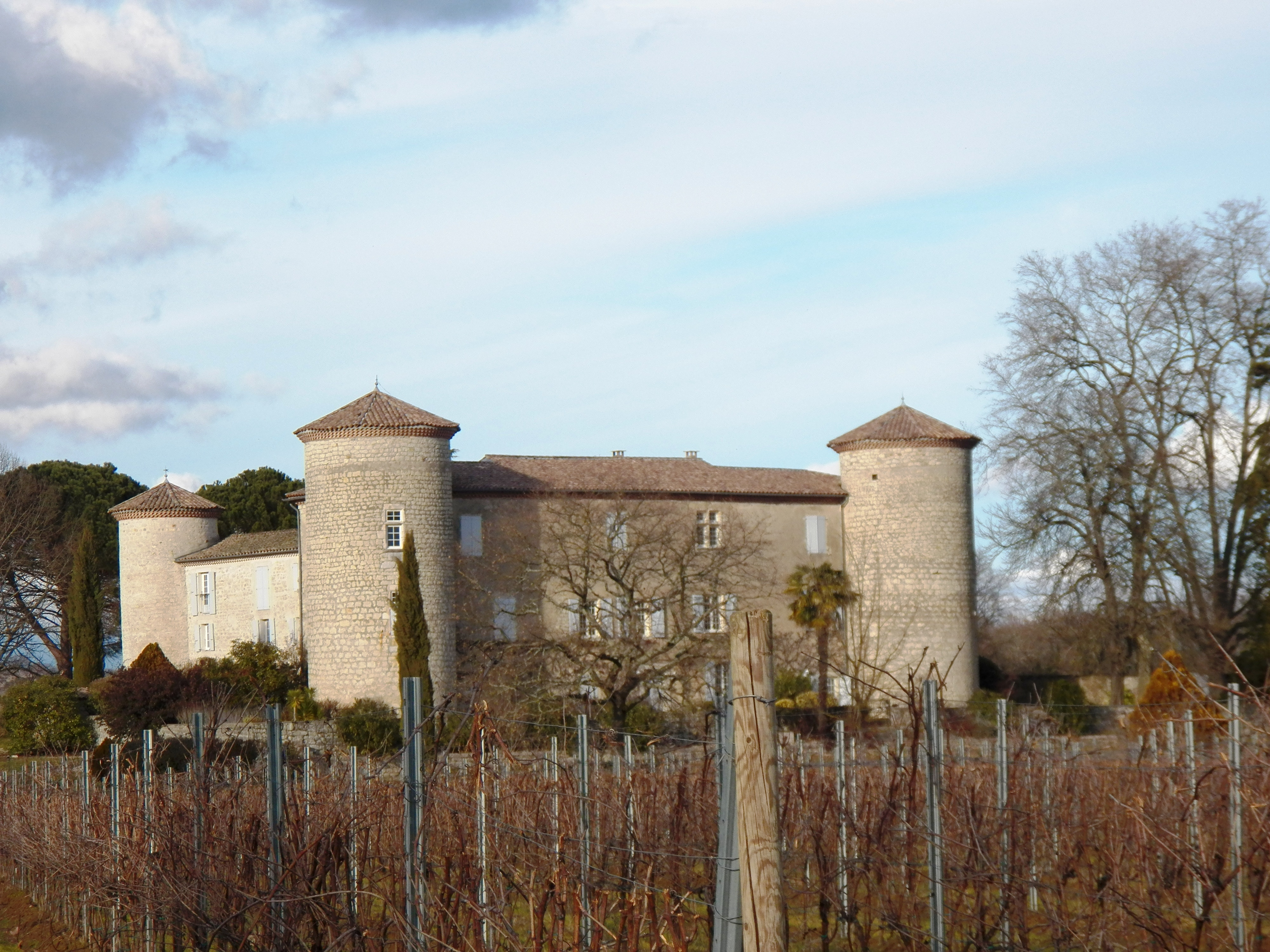
Замок де ла Сельв
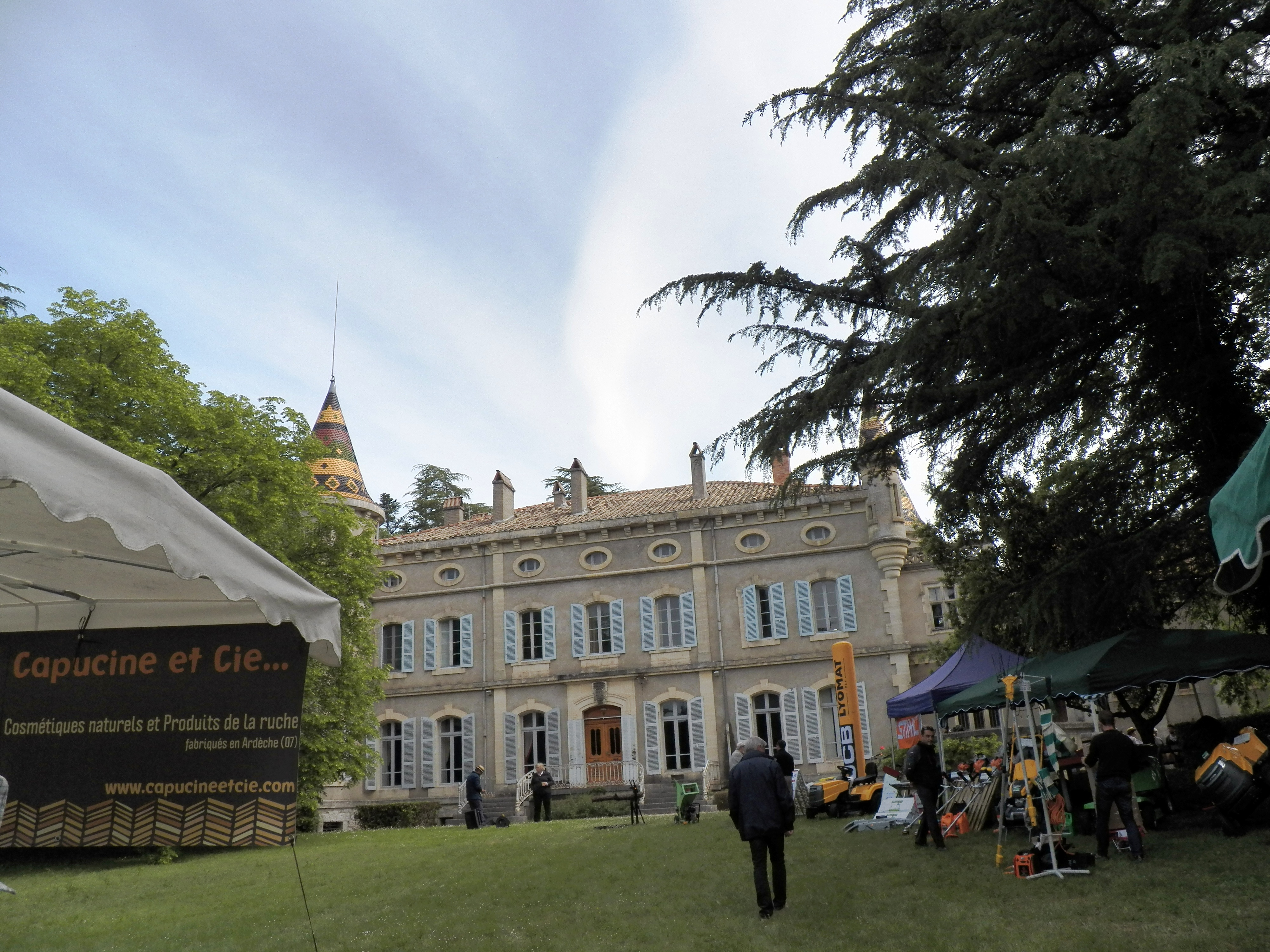
Заком де Бонет
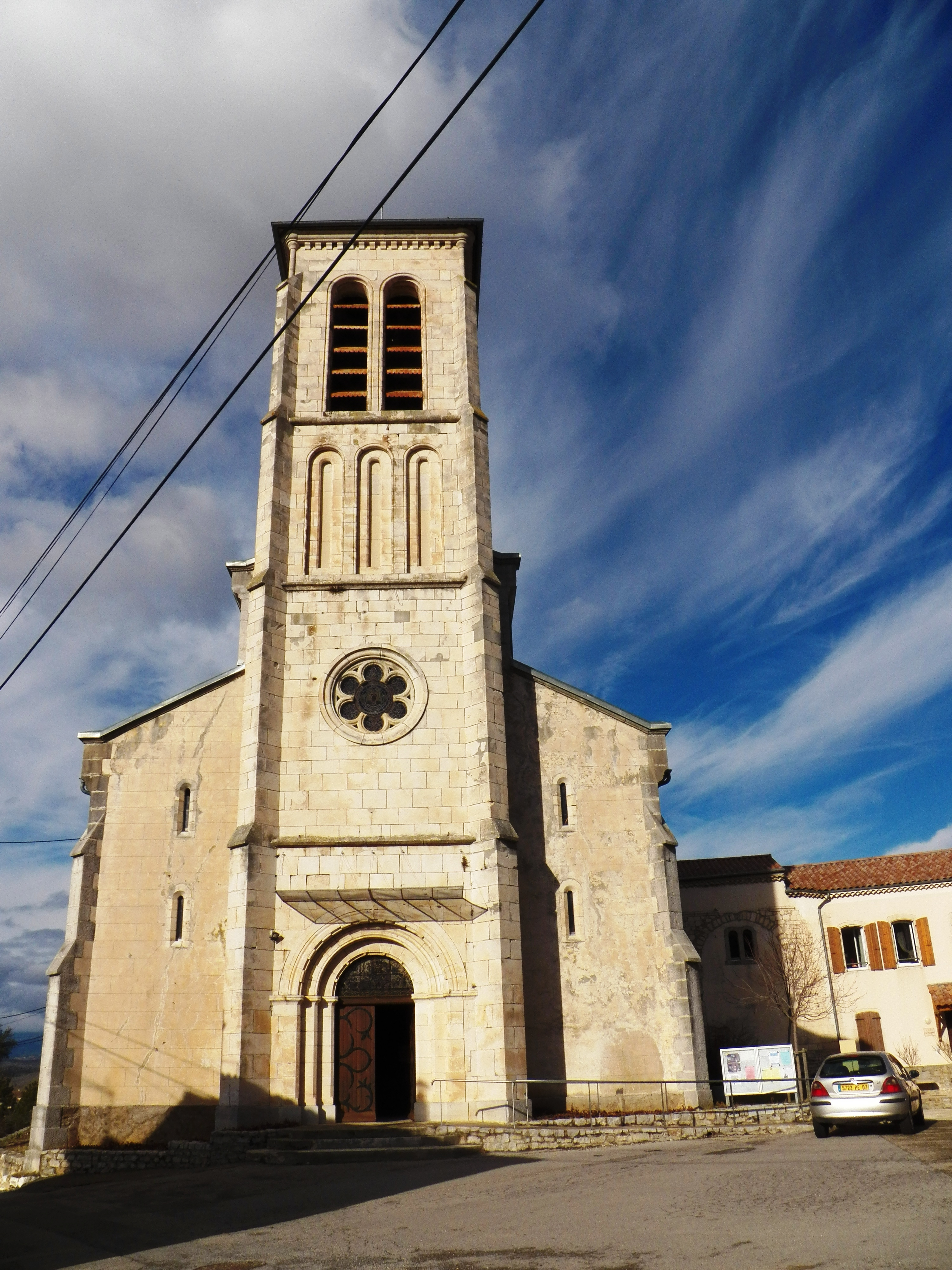
Церковь
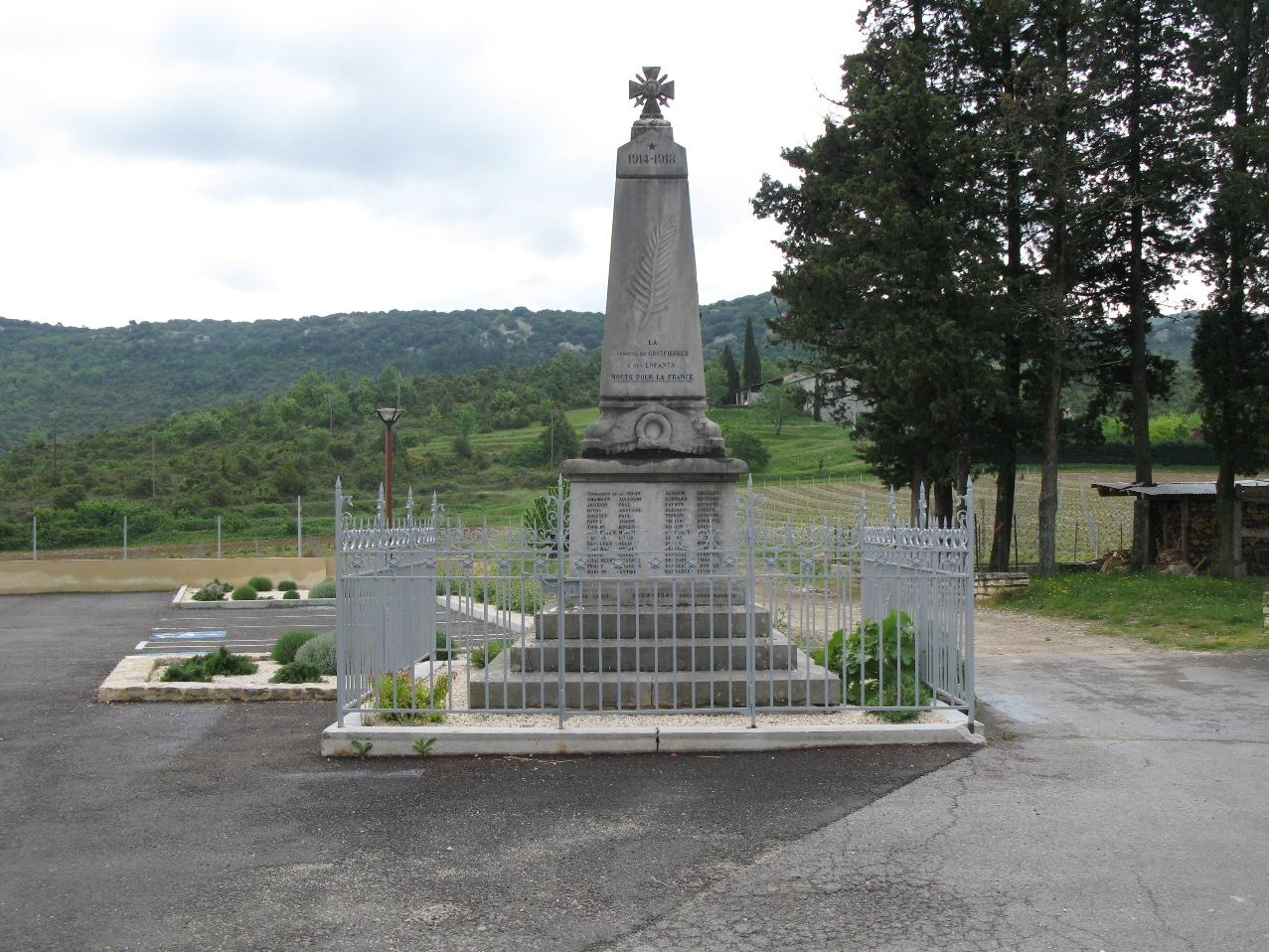
Памятник погибшим в Первой мировой войне
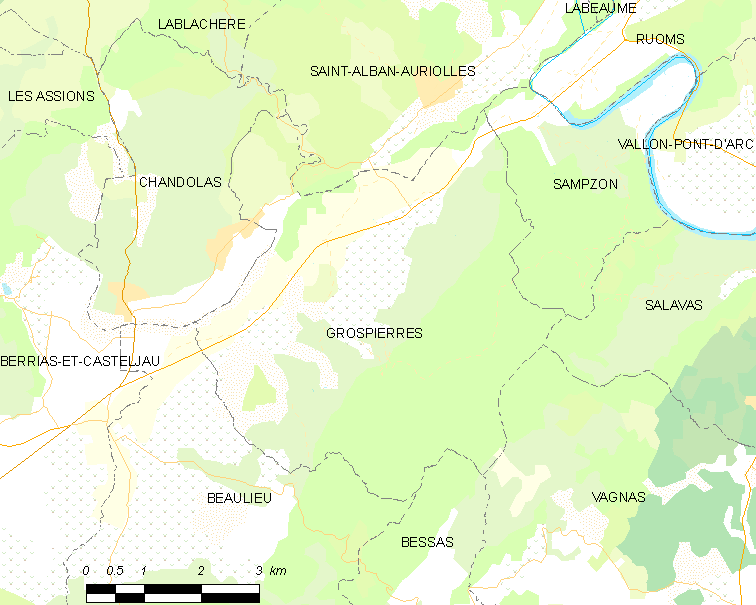
Карта коммуны